# Iarba
Iarba (o Giarba o ancora Jarba) è una figura maschile mitologica. 

## Il mito
Nel mito egli è legato principalmente al IV libro dell'Eneide di Virgilio. Secondo il poeta latino, Iarba, figlio di Giove Ammone e della ninfa Garamantide, era il giovane re dei Getuli (Aen. IV, 326), popolazione nomade dell'Africa nord-orientale. Aveva venduto il territorio di Cartagine ai profughi giunti da Tiro con Didone chiedendo poi la mano di lei, ma era stato rifiutato con la scusa che la regina voleva restare fedele alla memoria del precedente marito, Sicheo, ucciso a Tiro da Pigmalione, fratello di Didone. Venuto a sapere dalla maligna dea Fama della relazione nata tra Didone ed Enea, chiese a Giove di vendicare il torto subito.
Egli aveva d'altra parte dedicato al padre divino cento templi e altari, un fuoco perpetuo, culti e vittime sacrificali (IV, 198-202). Giove inviò allora Mercurio da Enea perché gli ordinasse di lasciare Didone e partire per il Lazio, dove si sarebbe dovuto compiere il suo destino. Tuttavia, partito Enea, Iarba non ottenne l'amore di Didone, perché la regina, disperata per l'abbandono e per la vergogna dell'infedeltà alla memoria di Sicheo, si uccise.
Ovidio racconta nei Fasti che dopo la morte di Didone Iarba prese Cartagine e costrinse alla fuga i suoi primi abitanti.

## Omonimia
Iarba è anche il nome di una reale figura storica, un re minore numida contemporaneo di Pompeo Magno.

### Fonti
- Virgilio, Eneide, Libro Quarto, a cura di Ettore Paratore, Vittorio Bonacci Editore, Roma 1964